# Billensbach

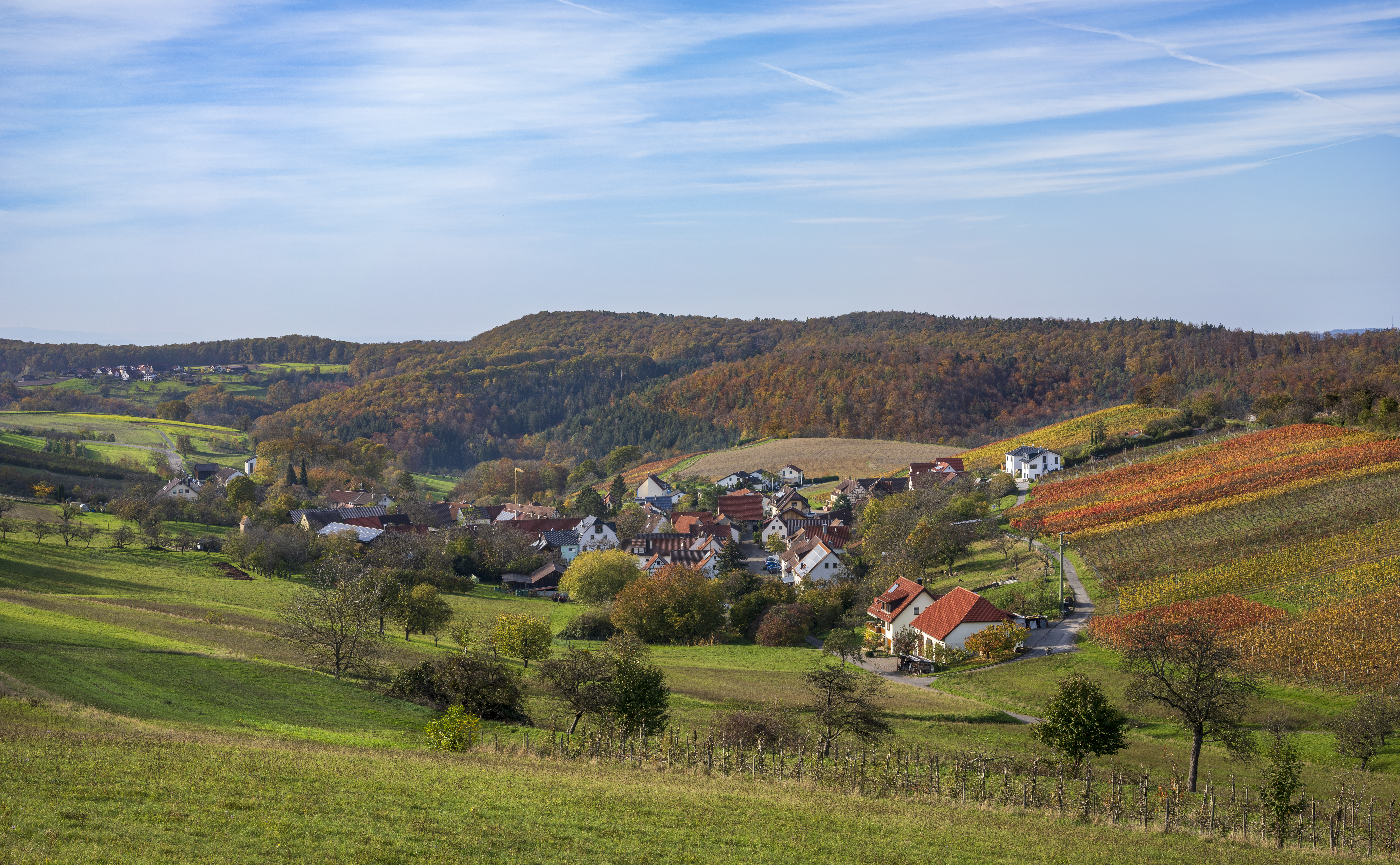
Situationsansicht des Weilers von Osten

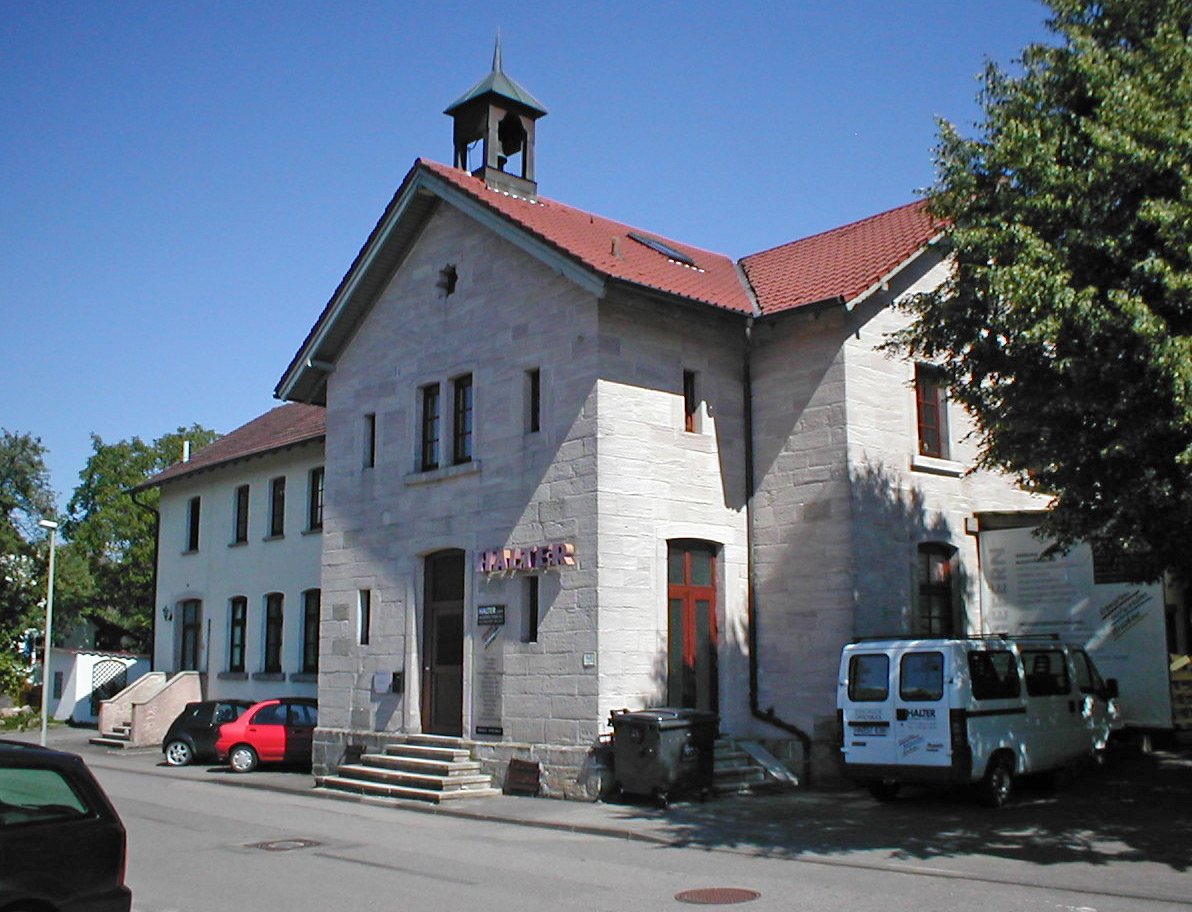
Altes Schulhaus in Billensbach, heute Gewerbebetrieb

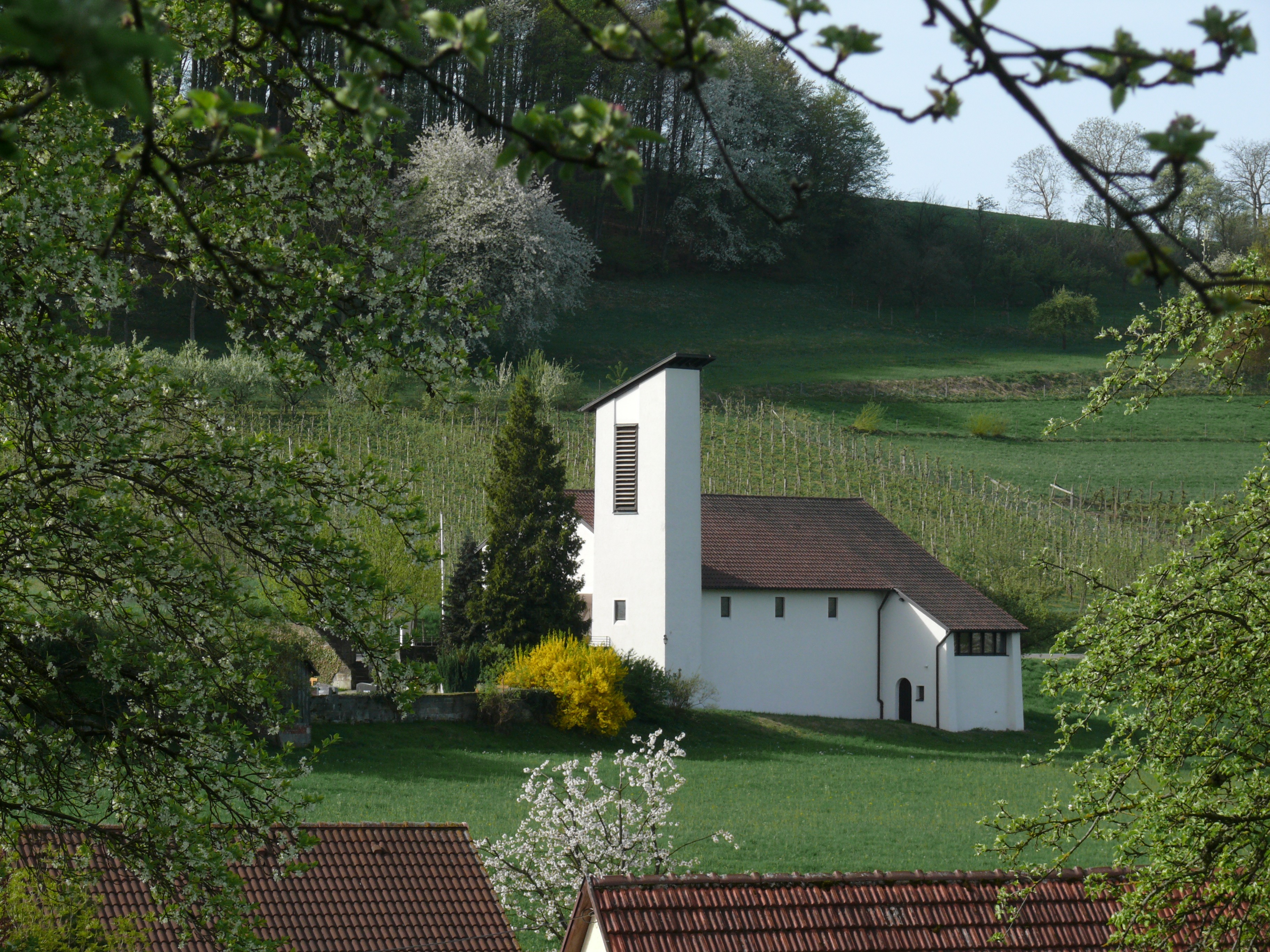
Die Johanneskirche am Ortsrand von Billensbach

Billensbach ist ein Weiler im Landkreis Heilbronn im nördlichen Baden-Württemberg, der bis zur Gemeindereform zur Gemeinde Schmidhausen zählte und mit dieser 1971 zur Stadt Beilstein kam.

## Geografie
Billensbach liegt in den Löwensteiner Bergen im Naturraum Schwäbisch-Fränkische Waldberge auf einer Anhöhe im Schmidbachtal, das von Nordosten bei Löwenstein kommend nach Schmidhausen im Südwesten abfällt. Der Ort markiert grob die Mitte des sich etwa über sieben Kilometer erstreckenden gerodeten Teils des Schmidbachtals und ist von sieben weiteren Weilern (Gagernberg, Farnersberg, Etzlenswenden, Kaisersbach, Klingen, Maad und Jettenbach) umgeben, die bis auf das nördlich liegende und von Wald umschlossene Farnersberg alle innerhalb einer geschlossenen Rodungsfläche liegen.

## Geschichte
Billensbach zählt zu den älteren Rodungs- und Waldweilern, die von Schmidhausen aus gegründet wurden und vermutlich bereits im 12./13. Jahrhundert zur Zeit der auf der nahen Burg Lichtenberg sitzenden Herren Hummel von Lichtenberg bestanden. Der Name des Ortes lautet in älteren Quellen Bullingsbach und ist wohl vom Personennamen Bulling abgeleitet. Der Weiler teilt im Wesentlichen die Geschichte von Schmidhausen: Nach dem Niedergang der Hummel von Lichtenberg kam Billensbach mit Schmidhausen im 14. Jahrhundert an Graf Eberhard den Greiner von Württemberg, von Württemberg an die Herren von Urbach und von diesen 1443 an die Pfalzgrafen bei Rhein und dadurch an die Grafen von Löwenstein, die den Besitz ab 1510 als württembergisches Mannlehen innehatten. 
1559 gab es acht Lehen im Weiler, die sich insgesamt rund 305 Morgen Fläche teilten. Wald bildete dabei mit 132 Morgen den größten Anteil, gefolgt von Äckern (107 Morgen), Wiesen (62 Morgen) und Weinbergen (4 Morgen). Obwohl Weinberge nur einen Bruchteil der Fläche ausmachen, gab es 1589 eine eigene Kelter für Billensbach und den benachbarten Weiler Maad. Ab dem Ende des 17. Jahrhunderts ist eine eigene Schule in Billensbach belegt. 1753 gab es 11 Herdstellen in Billensbach, 1810 gab es 90 Einwohner. 
Bei der Umsetzung der neuen Verwaltungsgliederung im Königreich Württemberg wurde Billensbach 1810 mit Schmidhausen dem Oberamt Marbach zugeordnet.
Billensbach nimmt unter den Schmidhausener Weilern eine zentrale Lage ein, so dass hier einige infrastrukturelle Einrichtungen für die umliegenden Weiler entstanden, darunter auch ein Gasthaus mit Bäckerei und Kaufladen. Die Einwohnerschaft stieg zu Beginn des 19. Jahrhunderts stark an und erreichte 1839 einen Stand von 164 Personen. 1856 wurde ein neues Schulhaus erbaut, 1876 folgte ein Friedhof für alle Schmidhausener Weiler, 1886 wurde die Schule erweitert. Im späten 19. Jahrhundert wurden die Straßen des Schmidbachtals befestigt, dabei wurde 1885 bis 1887 auch eine neue Straße vom Tal zum Weiler Billensbach erbaut. Nachdem die Einwohnerzahl 1865 auf 130 Personen gesunken war, stieg sie bis 1903 wieder auf 170 Personen an, nahm im Verlauf des 20. Jahrhunderts dann aber wieder ab. 
Mit Schmidhausen wurde Billensbach 1971 nach Beilstein eingemeindet. Billensbach hatte damals rund 130 Einwohner. 1972 wurde die Billensbacher Schule geschlossen.
Bei der Rebflurbereinigung Anfang der 1970er Jahre wurde der Weg von Billensbach über Maad nach Klingen ausgebaut, 1978 wurde bei Billensbach die Umgehungsstraße von Prevorst nach Löwenstein angelegt.

## Religionen
Im Gegensatz zu Schmidhausen, das kirchlich zu Gronau gehörte, zählten dessen Weiler und damit auch Billensbach kirchlich zu Beilstein. Seit der Einführung der Reformation in Württemberg in den 1530er Jahren war die Einwohnerschaft der Orte traditionell evangelisch geprägt. Nachdem seit 1949 Gottesdienste im Billensbacher Schulhaus gehalten worden waren, wurde 1955/1956 mit der Billensbacher Johanneskirche eine eigene Kirche für die Schmidhausener Weiler errichtet. Die Weiler bildeten ab 1962 eine selbständige Kirchengemeinde, und die Kirche wurde 1965 zur Pfarrkirche erhoben. Die selbstständige Pfarrgemeinde hatte über die Eingemeindung nach Beilstein 1971 hinaus bis 2006 Bestand, als sie mit der Kirchengemeinde Beilstein zur Kirchengemeinde Beilstein-Billensbach fusionierte.

## Sehenswürdigkeiten
Die neuzeitliche Johanneskirche ist der einzige evangelische Kirchenneubau im Bezirk Marbach nach 1945 und wird wegen ihrer künstlerischen Innengestaltung gerühmt. Die Alte Schule wurde 1875 als Sandsteinbau errichtet. In Billensbach hat sich außerdem ein altes Gemeinschaftsbackhaus erhalten.

## Fremdenverkehr
Billensbach liegt im Naturpark Schwäbisch-Fränkischer Wald.

## Persönlichkeiten
Alfred Lörcher (* 30. Juli 1875 in Stuttgart; † 26. März 1962 ebenda) war ein deutscher Bildhauer und Medailleur. Er lebte in Billensbach von 1941 bis 1951.
Peter Jakob Schober (* 13. Dezember 1897 in Gschwend; † 22. Juli 1983 in Bad Bleiberg) war ein deutscher Maler des Expressiven Realismus. Er lebte in Billensbach von 1943 bis 1983.